# つくば市消防本部

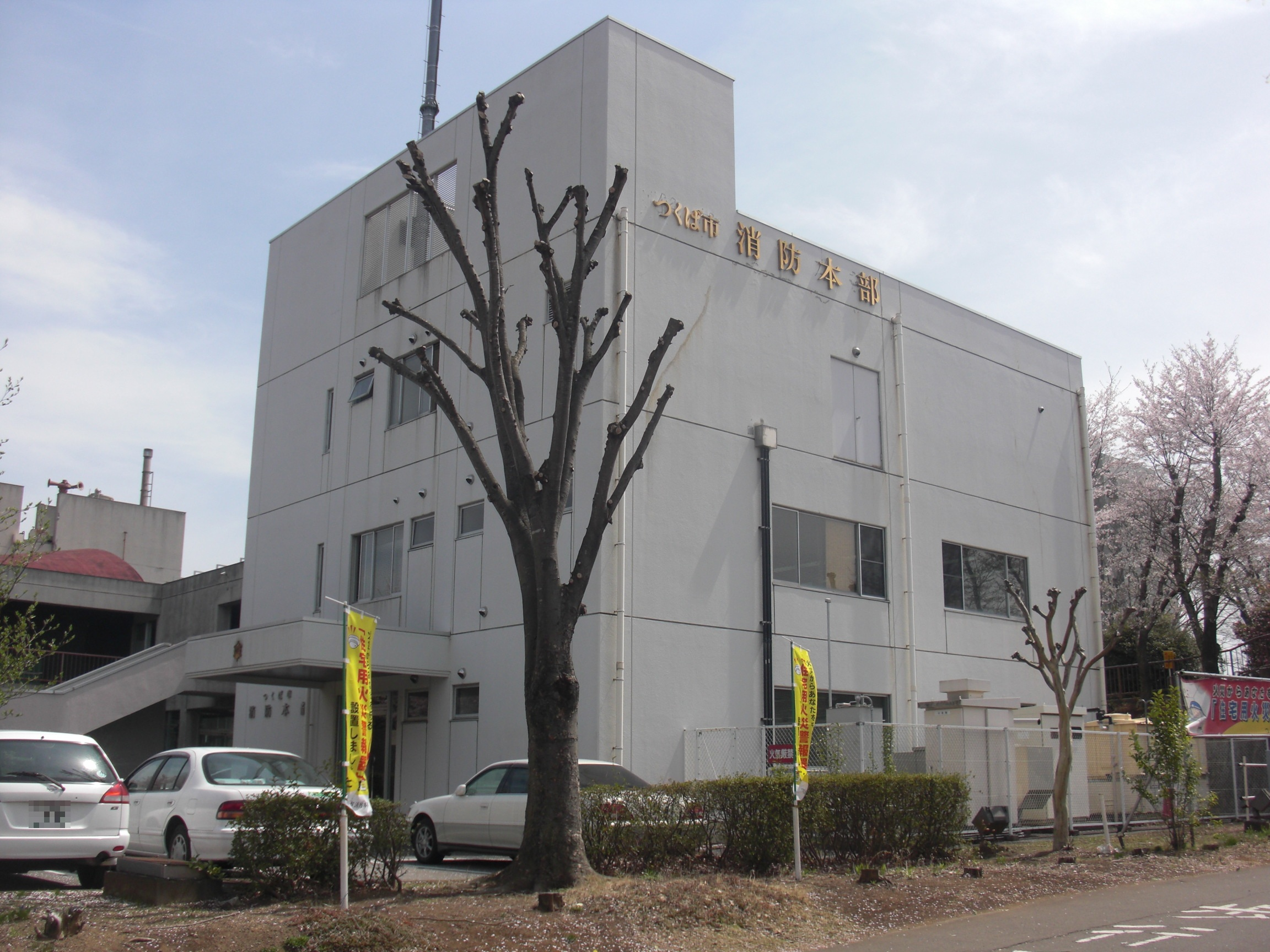
移転前の本部（2012年4月15日）

つくば市消防本部（つくばししょうぼうほんぶ）は、茨城県つくば市の消防部局（消防本部）。管轄区域はつくば市全域。

## 概要
- 消防本部：つくば市研究学園一丁目1番地1
- 管内面積：283.72km2
- 職員数：334人（2021年4月現在）
- 消防署3カ所、分署5カ所
- 管内消防団：47分団998人（2021年4月現在）

### 主力機械
2021年4月1日現在
- 普通消防ポンプ自動車：1
- 水槽付消防ポンプ自動車：9
- はしご付消防自動車：2
- 化学消防自動車：2
- 大型水槽車：1
- 小型動力ポンプ積載車：1
- 救急自動車：11
- 救助工作車：3(特別高度救助隊が運用するⅢ型が1台、特別救助隊が運用するポンプ付Ⅱ型が2台)
- 指揮車：4
- 指令車：5
- 資材搬送車：2
- 支援車：1
- 重機・重機搬送車：1
- 救急普及啓発広報車：1
- その他：24

## 沿革
- 1974年
  - 4月 - 筑波郡筑波町、谷田部町、大穂町、豊里町、稲敷郡茎崎町及び新治郡桜村の5町1村により、筑南地方広域行政事務組合消防本部・消防署を設置する。
  - 6月 - 救急自動車を配備する。
- 1975年
  - 8月 - 消防本部・消防署新庁舎へ移転する。
  - 12月 - はしご付消防自動車を配備する。
- 1977年7月 - 北部分署・南部分署を開設し、消防・救急業務を開始する。
- 1979年5月 - 消防本部に課制を導入する。
- 1982年
  - 6月 - 西部出張所を開設する。
  - 9月 - 西部出張所で救急業務を開始する。
- 1983年
  - 1月 - 茎崎分遣所を開設する。
  - 2月 - 救助工作車を本署に配備する。
- 1984年10月 - 国際科学技術博覧会の開催に伴い、科学万博消防署を設置する。
- 1985年
  - 9月 - 国際科学技術博覧会の閉幕に伴い、科学万博消防署を廃止する。
  - 10月 - 筑波分遣所を開設する。国際科学技術博覧会協会から屈折はしご付消防自動車・化学消防自動車・水槽付消防ポンプ自動車各1台ずつと救急自動車2台の寄贈を受ける。
- 1987年11月 - 谷田部町・大穂町・豊里町・桜村の新設合併に伴い、つくば市が誕生する。組合構成市町が1市2町となる。
- 1988年
  - 1月 - 筑波町がつくば市に編入合併する。組合構成市町が1市1町となる。
  - 10月 - 筑波分遣所・茎崎分遣所で救急業務を開始する。
- 1989年10月 - 北部分署が北消防署に、南部分署が南消防署に昇格し、3署制となる。組合消防署を中央消防署に改称する。中央消防署桜分署を開設し、救急業務を開始する。出張所・分遣所を分署に改称する。
- 1990年
  - 3月 - 水槽付消防ポンプ自動車を中央消防署桜分署に配備する。
  - 5月 - つくば市消防音楽隊が発足する。
- 1993年3月 - ポンプ付救助工作車を北消防署と南消防署に配備する。
- 1994年2月 - 山之内製薬から高規格救急自動車の寄贈を受け、中央消防署に配備する。
- 1998年2月 - 高規格救急自動車を南消防署に配備する。
- 1999年1月 - 高規格救急自動車を北消防署に配備する。
- 2001年6月 - 消防本部公式Webサイトを開設する。
- 2002年11月 - 茎崎町がつくば市に編入合併する。
  - 筑南地方広域行政事務組合は合併前日をもって解散し、つくば市に承継する。筑南地方広域行政事務組合消防本部より、単独消防としてつくば市消防本部を設置する。中央消防署西分署を中央消防署豊里分署に改称する。
- 2004年
  - 3月 - 緊急消防援助隊に都道府県指揮隊・消火隊・救助隊・はしご隊・救急隊・毒物対応隊を登録する。
  - 10月 - 新潟県中越地震に緊急消防援助隊を派遣する。
- 2006年
  - 3月 - 高規格救急自動車を中央消防署桜分署に配備する。
  - 12月 - 高規格救急自動車を北消防署筑波分署に配備する。
- 2008年
  - 3月 - 高規格救急自動車を南消防署茎崎分署に配備する。
  - 4月 - 中央消防署並木分署を開設する。
- 2010年3月 - 高規格救急自動車を中央消防署豊里分署に配備する。
- 2011年
  - 3月 - 総務省消防庁から支援車Ⅰ型の無償貸与を受ける。東北地方太平洋沖地震に伴う東日本大震災に緊急消防援助隊を派遣する。
  - 12月 - 救急振興財団から救急普及啓発広報車の寄贈を受ける。
- 2013年
  - 3月 - 総務省消防庁から油圧ショベルと重機搬送車の無償貸与を受ける。
  - 4月 - 総務省消防庁から可搬型衛星地球局の無償貸与を受ける。
- 2015年3月26日 - 消防本部および中央消防署が春日から研究学園一丁目1番地1（つくば市役所の隣）に移転し業務開始[1]。
- 2017年3月 - つくば市職員定数条例が一部改正され、消防職員の定数が350名となる。
- 2019年4月 - 中央消防署の特別救助隊を特別高度救助隊に、北消防署と南消防署の救助隊を特別救助隊にそれぞれ昇格する。また、中央消防署に特殊災害対応隊を、北消防署筑波分署に山岳救助対応隊をそれぞれ配置する[2]。
- 2020年4月 - 消防本部5課制を6課制に改編し、警防課を廃止し消防救助課と救急課を設置する。
- 2021年
  - 3月 - 中央消防署の水槽付消防ポンプ自動車を化学消防ポンプ自動車に更新する。
  - 4月 - 中央消防署に日勤救急隊を創設する。
  - 7月 - 熱海市伊豆山土石流災害に緊急消防援助隊を派遣する。
  - 11月 - 中央消防署特別高度救助隊の愛称が「ハイパーレスキューＯＷＬ（アウル）」に決まる。

## 組織
- 本部 - 消防総務課、予防広報課、消防救助課、救急課、消防指令課、地域消防課
- 消防署

## 消防署
| 消防署     | 消防署 | 住所                 | 分署                                                       |
| ---------- | ------ | -------------------- | ---------------------------------------------------------- |
| 中央消防署 |        | 研究学園一丁目1番地1 | 豊里：上郷607番地 桜：金田2040番地2 並木：並木一丁目2番地3 |
| 北消防署   |        | 上沢3番地            | 筑波：沼田645番地                                          |
| 南消防署   |        | 観音台一丁目25番地3  | 茎崎：小茎563番地                                          |

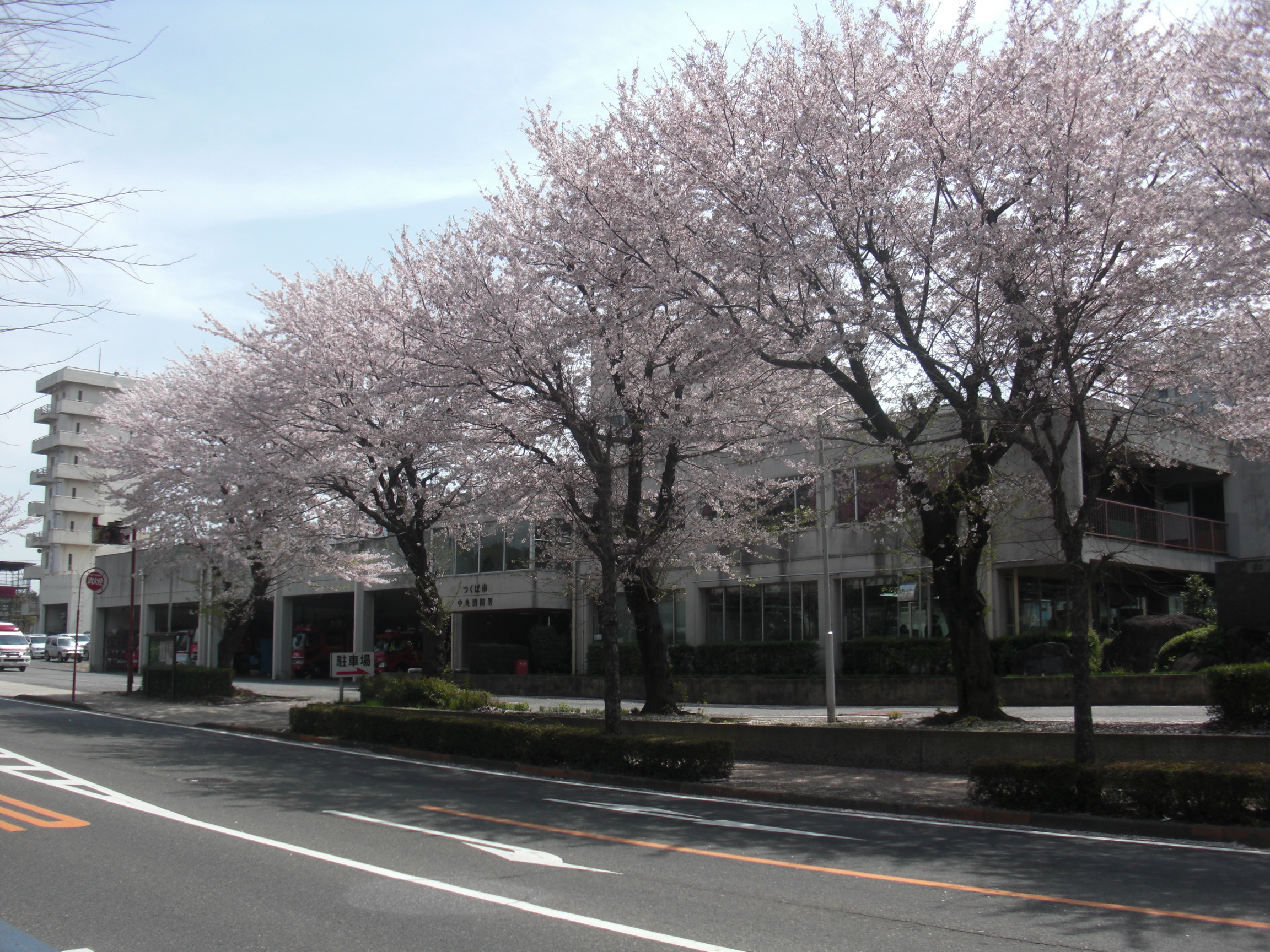
移転前の中央消防署（2012年4月17日）
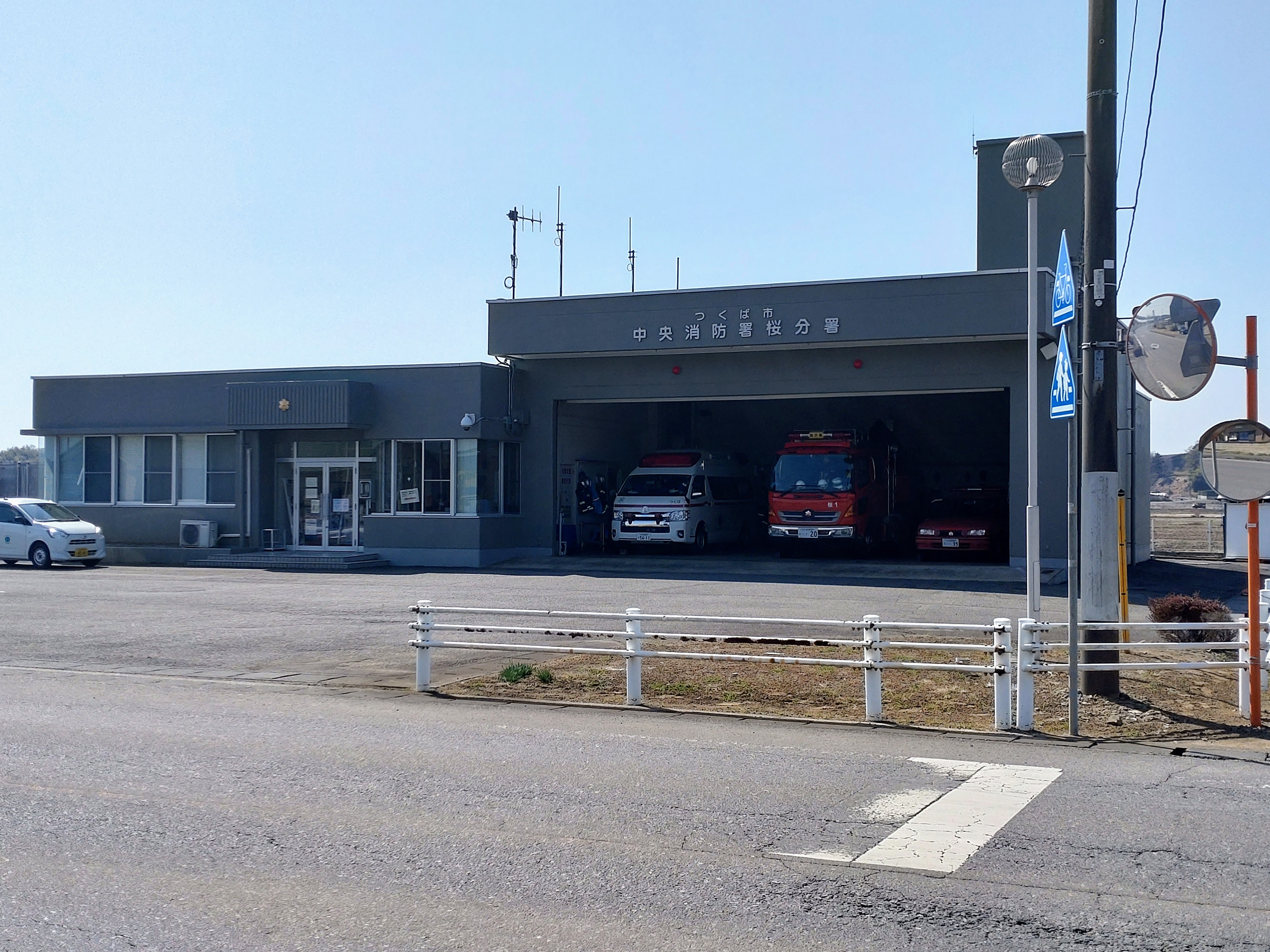
中央署桜分署（2022年3月12日）

## つくば市消防音楽隊

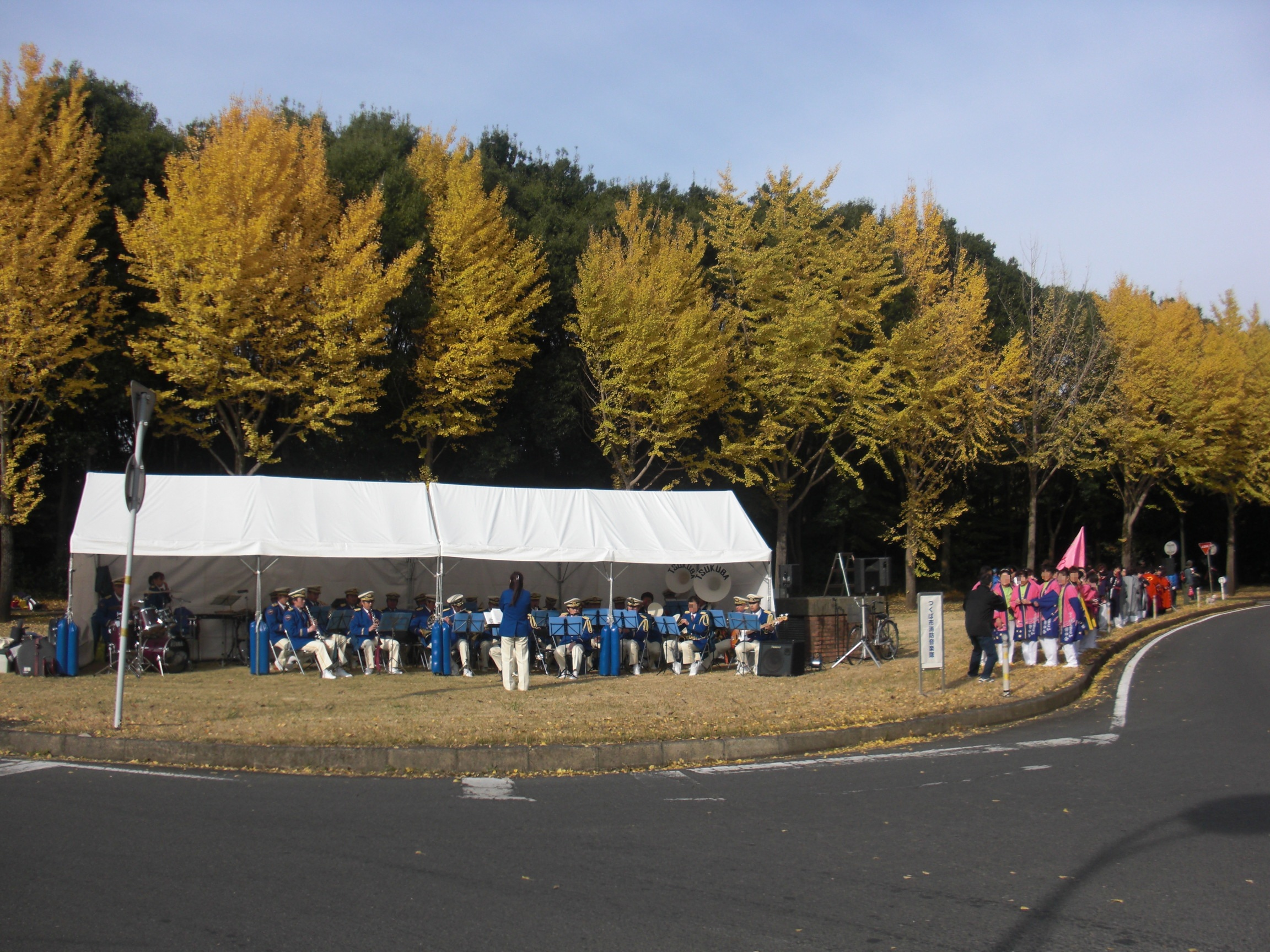
つくばマラソンのスタート地点で演奏する、つくば市消防音楽隊

1990年（平成2年）に「市民の消防への認識を高め、防火思想の普及啓蒙を図る」ために発足した音楽隊。当初は音楽の未経験者がほとんどであったが、現在はイベントに参加して市民から激励や応援のメッセージが寄せられるようになった。2009年現在の隊員は30名で、週1回の定期合同練習を行っている。つくばマラソンにおいてもスタート地点で演奏を行い、大会の盛り上げに一役買っている。